# مرجاس قبيبي
مرجاس قبيبي (الاسم العلمي: Auriscalpium cupulare) هو نوع من الفطريات يتبع جنس المرجاس من الفصيلة المرجاسية.